# William Griffith Wilson
William Griffith Wilson (ur. 26 listopada 1895 w East Dorset, VT, zm. 24 stycznia 1971 r. w Miami) – współzałożyciel Wspólnoty Anonimowych Alkoholików (drugim współzałożycielem był dr Bob Smith). Częściej znany pod określeniami Bill Wilson lub Bill W., zgodnie z zasadą anonimowości Wspólnoty.
Trzeźwość osiągnął 11 grudnia 1934 i zachował ją do końca, przez 37 lat. Jego żona, Lois Wilson, została współzałożycielką Al-Anon, grup samopomocy dla przyjaciół i bliskich alkoholików.

## Dzieciństwo i młodość
Był jedynym synem Gillmana Barrowsa Wilsona i Emily Griffith. Gdy miał 10 lat, jego ojciec wyjechał w sprawach służbowych i jak się potem okazało, miał już nigdy do rodziny nie powrócić. Wkrótce potem matka podjęła studia medyczne, więc wychowanie chłopca spadło na dziadków. W siedemnastym roku życia przeżył bardzo silną depresję w następstwie śmierci swojej ukochanej, która zmarła z powodu komplikacji pooperacyjnych.
W 1918 poślubił Lois Burnham. Pić zaczął podczas I wojny światowej. Po demobilizacji został maklerem giełdowym w Nowym Jorku.

## Rozwój nałogu
W ciągu następnych lat jego picie nasilało się i powodowało coraz poważniejsze następstwa. Kilkakrotnie umieszczano go na oddziale psychiatrycznym w szpitalu Townsa pod opieką dr. Williama D. Silkwortha. Poinformowano go, że umrze z powodu swego alkoholizmu, jeśli wcześniej nie trafi na resztę życia na oddział dla chronicznych alkoholików.

## Przemiana
Pewnego dnia stary kompan od kieliszka Ebby Thacher zadzwonił do Billa i poinformował go o zamiarze odwiedzin. Bill spodziewał się, że dzień upłynie im na wspominaniu starych dobrych czasów, lecz zamiast tego został zaszokowany informacją o tym, iż Ebby przestał pić. Kiedy Bill zapytał go, dlaczego nie pije, Ebby odparł znalazłem religię. Ebby był trzeźwy od dwóch miesięcy dzięki przewodnictwu Rolanda Hazarda i uczestnictwu w grupach oksfordzkich – stowarzyszeniu ewangelickim. Przez 4 godziny rozmawiali o religijnym przebudzeniu Ebby'ego i jego nowo odkrytej trzeźwości. Bill wyrażał się z pogardą o zorganizowanych religiach. Podczas takiej perory Ebby zapytał go – Dlaczego nie przyjmiesz jakiegoś Boga według własnego rozumienia? To proste stanowisko otwarło Billowi nowe spojrzenie na duchowość. Bill nie przestał pić tego dnia, ale rozmowa ta utkwiła w jego umyśle.

## Narodziny Anonimowych Alkoholików
Wkrótce po wizycie Ebby'go Bill trafił do szpitala Townsa po raz ostatni. Gdy leżał na łóżku, powoli wychodząc z ciągu w depresji i rozpaczy, wykrzyknął Jeśli jest tam jakiś Bóg, niech mi się ukaże! Zrobię wszystko, wszystko! Doświadczył wówczas tego, co później nazywał doświadczeniem jasnego, oślepiającego światła. Jego obsesja picia zniknęła natychmiast. Bill poprosił dr. Silkwortha, który odpowiedział mu, iż nie wie, co się zdarzyło Billowi, ale na pewno spowodowało to znaczącą poprawę jego stanu. Ebby odwiedził Billa w szpitalu i objaśnił mu kilka podstawowych zasad grup oksfordzkich. Po wyjściu ze szpitala Bill poczuł potrzebę odnajdowania innych pijaków i przekazywania im informacji o możliwości zaprzestania picia, tak jak to Ebby uczynił wobec niego.
Bill dołączył do grup oksfordzkich i poświęcił się próbom pomagania innym alkoholikom. Bez powodzenia, jak później opowiadał, z tego powodu, iż opowiadał o swoim duchowym przeżyciu w szpitalu. Po półrocznej abstynencji otrzymał propozycję wyjazdu do Akron z nadzieją na uzyskanie intratnej posady. Ponieważ przedsięwzięcie nie powiodło się, a Wilson pozostał sam w hotelu, w sobotnie popołudnie poczuł chęć picia i zaczął gorączkowo szukać ratunku. Korzystając z nowojorskich doświadczeń zaczął szukać innego alkoholika, który też szukał wyjścia z nałogu. Zaczął dzwonić do duchownych, których telefony znalazł w hotelowej gablocie. Jeden z nich skontaktował go z późniejszym współzałożycielem, Robertem Smithem. To spotkanie i współpraca pozwoliło lekarzowi uzyskać dotąd nieosiągalny okres miesięcznego niepicia. Następnie medyk udał się na doroczną konferencję lekarzy, podczas której upił się i w stanie upojenia powrócił do domu. Wilson pomógł mu ponownie wytrzeźwieć. Dzień 10 czerwca 1935, czyli pierwszy dzień nieprzerwanej trzeźwości dr. Boba, jak go później nazywano, uznawany jest obecnie za symboliczny początek wspólnoty Anonimowych Alkoholików.
Z konieczności Wilson kierował ruchem aż do 1955, gdy na konwencji w Saint Louis wraz z innymi pionierami ruchu przekazał wszystkie uprawnienia służbom. Stale jednak był obecny w ruchu, poświęcał mu wiele energii i służył doświadczeniem.
Stale poszukiwał nowych rozwiązań w leczeniu alkoholizmu. Poddał się m.in. eksperymentom z LSD pod kontrolą lekarzy oraz poświęcił wiele energii na ustalenie korzystnego wpływu niacyny na zdrowienie z alkoholizmu.
Wierny zasadom ruchu, odmówił przyjęcia tytułu profesora honorowego Uniwersytetu Yale i odrzucił propozycję umieszczenia jego zdjęcia na okładce Time'a, choćby na ostatniej stronie.